# Thabo Nodada
Thabo Nodada (sinh ngày 2 tháng 5 năm 1995 ở Ixopo, Kwa-Zulu Natal) là một cầu thủ bóng đá người Nam Phi thi đấu ở vị trí tiền vệ cho Cape Town City ở Premier Soccer League.
Anh là cựu cầu thủ của Mpumalanga Black Aces, khi ở mùa giải 2015–16, ghi 2 bàn trong 16 lần ra sân.